# Győr–Tatai-teraszvidék
A Győr–Tatai-teraszvidék a Kisalföld keleti nyúlványa, mely a Duna ártéri teraszainak megmaradt felszíni képződményeit foglalja magába Komárom-Esztergom vármegye nyugati, északnyugati, Győr-Moson-Sopron vármegye keleti részein. A Győr–Tatai-teraszvidék a Komárom-Esztergomi-síkság részét képező földrajzi kistáj.

## Növényvilága
A Győr-Tata-Komárom között fekvő kistáj jelentős része napjainkban mezőgazdasági művelésbe vont kultúrtáj. Főleg telepített erdőségei és helyenként, foltokban előforduló erdősztyeppéi, valamint pusztai tölgyesek alkotják a természetes növénytakarót. Homoki tölgyesek és aljnövényzettel változatosan és sűrűn borított ligeterdők csak ritkán fordulnak elő. Tata és Almásfüzitő között a korábban lecsapolt mocsárrendszer napjainkban sekély vizű tórendszernek ad otthont. Ezek a Réti-halastavak és a Fényes-tavak. A tórendszer területén lápréti növényfajok:  kormos csáté (Schoenus nigricans), illatos hagyma (Allium suaveolens), nagy aggófű (Senecio umbrosus) nagy számban fordulnak elő.
A lazább szerkezetű talajokon akác- és fenyőerdő telepítések történtek a 18. században. A Komáromtól délkeletre fekvő löszpusztagyepek foltokban fordulnak elő. Jellemző őshonos növényfajok ezeken a területeken a Csajkavirág (Oxytropis pilosa), Homoki fátyolvirág (Gypsophila fastigiata subsp. arenaria), illetve a kontinentális hatások miatt megtelepedett itt a Báránypirosító (Alkanna tinctoria) és a homoki ternye (Alyssum tortuosum), valamint a hegységből származó növényfajok: magyar kutyatej (Euphorbia glareosa) és a patkócím (Hippocrepis comosa).  A tájegység keleti részein védett növényfajok a leánykökörcsin (Pulsatilla grandis) és a karcsú zsombor (Sisymbrium polymorphum).

## Közigazgatási beosztás
Komárom-Esztergom vármegyében a tájegységhez tartozik a megye nyugati, északnyugati részén elhelyezkedő: Almásfüzitő, Dunaalmás, Tata, Szomód, Baj, Vértesszőlős, Tatabánya, Kocs, Kecskéd, Környe, Kisigmánd, Nagyigmánd, Mocsa, Naszály, Komárom, Csém, Ács, Bana, Bábolna, Tárkány.
Járások tekintetében a földrajzi kistájhoz tartozik részben, vagy egészben a Tatai járás, a Komáromi járás, a Tatabányai járás, illetve a szomszédos Győr-Moson-Sopron vármegyében a Győri járás.
Győr-Moson-Sopron vármegyének keleti részeit érinti Győr–Tatai-teraszvidék kistáj, amely érinti Nagyszentjános, Gönyű, Bőny, Rétalap, Pér, Töltéstava, Győrszentiván, Győrság, Pázmándfalu és a megyeszékhely, Győr területét.